# Список аеропортів Молдови
Список аеропортів Молдови.

## Список
Жирним шрифтом виділені аеропорти, які обслуговують регулярні комерційні рейси.
| Населений пункт           | Код аеропорту ІКАО | Код ІАТА | Назва аеропорту | Координати                                                            | Статус                                    |
| ------------------------- | ------------------ | -------- | --------------- | --------------------------------------------------------------------- | ----------------------------------------- |
| Бєльці                    | LUBL               | BZY      | Бєльці-Лядовени | 47°50′35″ пн. ш. 27°46′38″ сх. д. / 47.84306° пн. ш. 27.77722° сх. д. | Сертифікований, поодинокі польоти         |
| Бєльці                    | LUBA               |          | Бєльці          | 47°46′28″ пн. ш. 27°57′27″ сх. д. / 47.77444° пн. ш. 27.95750° сх. д. | Невідомий                                 |
| Кагул                     | LUCH               |          | Кагул           | 45°50′38″ пн. ш. 28°15′49″ сх. д. / 45.84389° пн. ш. 28.26361° сх. д. | Несертифікований                          |
| Кам'янка                  | LUCM               |          | Кам'янка        |                                                                       | Не функціонує                             |
| Чадир-Лунга               | LUCL               |          | Чадир-Лунга     | 46°01′58″ пн. ш. 28°51′10″ сх. д. / 46.03278° пн. ш. 28.85278° сх. д. | Невідомий                                 |
| Кишинів                   | LUKK               | KIV      | Кишинів         | 46°55′40″ пн. ш. 28°55′51″ сх. д. / 46.92778° пн. ш. 28.93083° сх. д. | Єдиний міжнародний аеропорт Молдови       |
| Меркулешти                | LUBM               |          | Меркулешти      | 47°51′45″ пн. ш. 28°12′45″ сх. д. / 47.86250° пн. ш. 28.21250° сх. д. | Сертифікований лише для денних перельотів |
| Сороки                    | LUSR               |          | Сороки          |                                                                       | Не функціонує                             |
| Бендери                   | LUTG               |          | Бендери         |                                                                       | Не функціонує                             |
| Тирасполь                 | LUTR               |          | Тирасполь       | 46°52′05″ пн. ш. 29°35′26″ сх. д. / 46.86806° пн. ш. 29.59056° сх. д. | Не функціонує                             |
| Вадул-луй-Воде / Дурлешти |                    |          | Вадул-луй-Воде  | 47°04′05″ пн. ш. 29°05′43″ сх. д. / 47.06806° пн. ш. 29.09528° сх. д. | Невідомо                                  |